# 姑爺 (地名)
姑爺，是臺灣臺南市新營區的一個傳統地域名稱，位於該區西南端北側。相較於今日行政區，其範圍大致包括姑爺里西南大半部不含南部凸出部分及西北部凸出部分的西南端、五興里北半部的西南側。

## 歷史
台灣日治初期，姑爺地區為一街庄，稱為「姑爺庄」，隸屬於鐵線橋堡。該庄昔日最北段深入番仔厝庄而被其三面包圍，其餘部分東與下角帶圍庄、鐵線橋庄為鄰，南邊為秀才庄，西邊為竹仔腳庄。
1901年（日治明治三十四年）11月11日，全台廢縣廳改設二十廳，該庄隸屬於鹽水港廳。1904年（明治三十七年）4月1日，該庄編入「鐵線橋區」，隸屬於鹽水港廳。1906年（明治三十九年）4月1日，鹽水港廳內管轄區域調整，該庄改編入「查畝營區」。1909年（明治四十二年）10月25日，全台合併二十廳為十二廳，查畝營區改隸屬於嘉義廳。1920年（大正九年）10月1日，全台地方制度大改正，廢十二廳改設五州二廳，該庄改制為「姑爺」大字，隸屬於臺南州新營郡新營庄。1933年（昭和八年）12月，新營庄升格為新營街。
戰後新營街改制為新營鎮，隸屬於臺南縣，大字亦改制為里。1950年10月25日，雲、嘉、南分治，新營鎮仍隸屬於臺南縣。1981年12月25日，新營鎮改制為新營市。2010年12月25日，臺南縣、市合併為直轄臺南市，新營市改制為新營區。

## 聚落
本地區發展較早的聚落有姑爺、莿𫈷腳、挖仔等，在日治期初期的官方地圖上已有記載。

## 交通
國道1號又稱「中山高速公路」，是台灣西部兩條南縱向高速公路之一，經過本地區東南部。最近的交流道在北側為縣道172號交會處的新營交流道，在南側為省道台84線（東西向快速公路－北門玉井線）交會處的下營系統交流道及縣道176號交會處的麻豆交流道，由此等進入可快速前往台灣西部南北各地。
區道南70線是宅港至八老爺的道路，經過本地區南部邊界地帶暨主聚落南郊。
區道南72線是田寮至新營的道路，經過本地區挖仔聚落北側。
區道南73線是舊營至莿桐寮的道路，其南側端點（終點）位於本地區南部邊界的區道南70線路口，經過本地區挖仔、莿𫈷腳、姑爺等聚落。
區道南73-2線是莿桐寮至五間厝的道路，其西側端點（起點）位於本地區莿𫈷腳聚落東側的區道南73線路口。

## 學校
- 新生國小